# Эпидемический паротит
Эпидемический паротит (свинка, заушница; лат. parotitis epidemica, от др.-греч. παρα- — возле, около и др.-греч. οὖς, родительный падеж ὠτός — ухо) — острое инфекционное заболевание с негнойным поражением железистых органов (слюнные железы, поджелудочная железа, семенники), вызванное парамиксовирусом. Название «эпидемический паротит» считается устаревшим. Сейчас это заболевание чаще называют «паротит». На латыни околоушная слюнная железа называется glandula parotidea, а её воспаление — паротит; отсюда произошло название болезни. Наиболее часто болеют дети в возрасте от 3 до 15 лет.

## Заражение
Заражение происходит воздушно-капельным путём (при кашле, чихании, разговоре) от больного человека, который заражён, от 9 суток до появления симптомов до 5–9 суток после появления симптомов (отёчность гланд).

## Возбудитель
РНК-содержащий вирус MuV из рода Rubulavirus семейства парамиксовирусов (Paramyxoviridae). Возбудитель паротита был впервые выделен и изучен в 1934 году Э. Гудпасчером и К. Джонсоном.
Вирионы полиморфны, округлые вирионы имеют диаметр 120–300 нм. Однонитевая и нефрагментированная «минус»-РНК кодирует 8 белков, в том числе Н-, N- и F-белки суперкапсидной оболочки.
Вирус обладает гемагглютинирующей, нейраминидазной и гемолитической активностью. Вирус агглютинирует эритроциты кур, уток, морских свинок, собак и др. В лабораторных условиях вирус культивируется на 7–8-дневных куриных эмбрионах и клеточных культурах. К вирусу чувствительны первично-трипсинизированные культуры клеток почки морской свинки, обезьян, сирийского хомяка, фибробласты куриных эмбрионов. Лабораторные животные малочувствительны к вирусу паротита. Только у обезьян удается воспроизвести заболевание, сходное с паротитом человека. Вирус нестоек, инактивируется при нагревании, ультрафиолетовом облучении, контакте с жирорастворителями, 2% раствором формалина, 1% раствором лизола. Аттенуированный штамм вируса (Л-3) используют в качестве живой вакцины. Антигенная структура вируса стабильна. Он содержит антигены, способные вызвать образование нейтрализующих и комплементсвязывающих антител, а также аллерген, который можно использовать для постановки внутрикожной пробы.

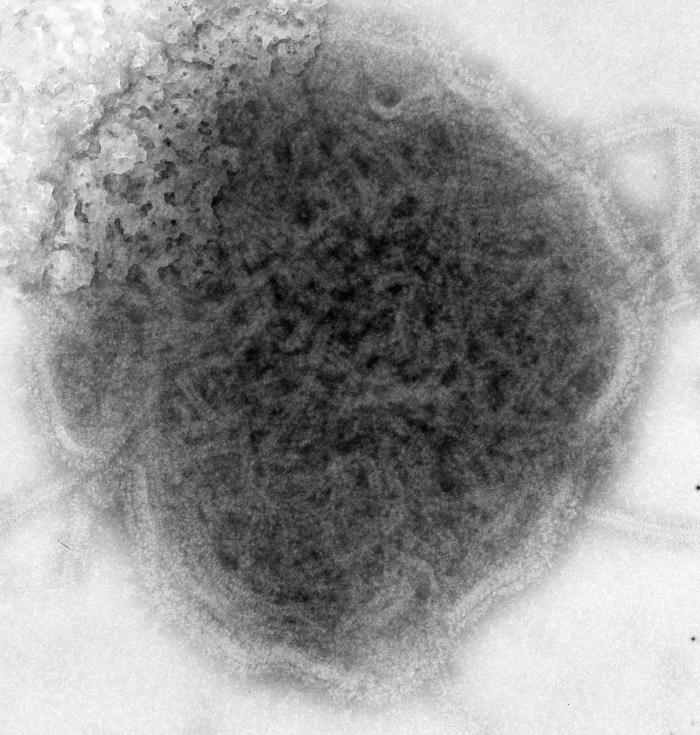
Вирус свинки

## Иммунитет
После перенесения эпидемического паротита чаще всего остаётся стойкий пожизненный иммунитет, однако встречаются и повторные заболевания паротитом.

## Течение болезни
Инкубационный период составляет 11–23 дней; чаще – 13–19 дней. У некоторых за 1–2 дня наблюдаются продромальные явления (разбитость, недомогания, боли в мышцах, головные боли, познабливания, нарушения сна и аппетита). С развитием болезни симптомы становятся более выраженными, отмечаются признаки поражения слюнных желез: сухость во рту; боли в области уха, усиливающиеся при жевании, разговоре.

### Классификация
А. Манифестантные формы:
- Неосложнённые: поражение только слюнных желёз, одной или нескольких.
- Осложнённые: поражение слюнных желёз и других органов (менингит, менингоэнцефалит, панкреатит, орхит, эпидидимит, мастит, миокардит, артриты, нефрит).

По тяжести течения:
- легкие (в том числе стертые и атипичные): протекающие с субфебрильной температурой тела, с отсутствием или слабо выраженными признаками интоксикации, без осложнений;
- среднетяжёлые: протекающие с фебрильной температурой (38-39,9°С), длительной лихорадкой и выраженными симптомами общей интоксикации (озноб, головная боль, артралгия и миалгия), значительным увеличением слюнных желез, чаще — двусторонним паротитом, наличием осложнений;
- тяжелые: протекающие с высокой температурой (40 °С и выше), длительным её повышением (до 2 нед и более), резко выраженными признаками общей интоксикации (астенизация, резкая слабость, тахикардия, снижение АД, нарушение сна, анорексия и др.).

Б. Инаппарантная форма инфекции.
В. Резидуальные явления эпидемического паротита.
- атрофия яичек;
- бесплодие;
- диабет;
- глухота, нарушение функций центральной нервной системы.

Лихорадка максимальна на 1–2-й день, продолжается 4–7 дней. Поражение слюнных желез: область железы болезненна. Боль выражена в некоторых точках: впереди мочки уха, позади мочки уха (болевые точки Филатова) и в области сосцевидного отростка. Симптом Мурсу – воспалительная реакция слизистой оболочки в области выводного протока пораженной околоушной железы. Кожа над ней напряжена, лоснится, припухлость может распространиться и на шею. Увеличение в течение 3 дней достигает максимума, держится 2–3 дня и постепенно (в течение 7–10 дней) уменьшается.
Прогноз при эпидемическом паротите благоприятный, летальные исходы бывают очень редко (1 на 100 000 заболевших), однако следует учитывать риск глухоты и атрофии яичек с последующим бесплодием.

### Подтверждение диагноза
Из лабораторных методов подтверждения диагноза наиболее доказательным является выделение вируса паротита из крови, смывов из глотки, секрета околоушной слюнной железы, спинномозговой жидкости и мочи.
Иммунофлюоресцентные методы позволяют обнаружить вирусы на клеточной культуре уже через 2-3 дня (при стандартном методе исследования – лишь через 6 дней). Иммунофлюоресцентный метод позволяет обнаружить вирусный антиген непосредственно в клетках носоглотки, что даёт возможность наиболее быстро получить ответ.
Серологические методы позволяют выявить нарастание титра антител только через 1–3 недели от начала заболевания. Используются различные методы. Наиболее информативным является твердофазный иммуноферментный анализ, более поздние результаты получают с помощью более простых реакций (РСК и РНГА). Исследуют парные сыворотки: первая берется в начале болезни, вторая – спустя 2–4 недели. Диагностическим считается нарастание титра в 4 раза и более. Может быть использована внутрикожная проба с антигеном (аллергеном). Диагностическим считается переход отрицательной пробы в положительную. Если кожная проба будет положительной уже в первые дни болезни, то это свидетельствует о том, что человек ранее перенес паротит.

## Лечение
Больных эпидемическим паротитом можно лечить дома. Госпитализируют больных тяжёлыми осложненными формами и по эпидемиологическим показаниям. Изолируют больных дома в течение 9 дней. В детских учреждениях, где выявлен случай заболевания паротитом, устанавливается карантин на 21 день. Дезинфекция в очагах паротита не проводится.
Этиотропного лечения нет. Важной задачей лечения является предупреждение осложнений. Важно соблюдение постельного режима не менее 10 дней. У мужчин, не соблюдавших постельного режима в течение 1-й недели, орхит развивался в 3 раза чаще (у 75 %), чем у лиц, госпитализированных в первые 3 дня болезни (у 26%). Для профилактики панкреатитов необходимо соблюдать определенную диету: избегать переедания, уменьшить количество белого хлеба, макарон, жиров, капусты. Диета должна быть молочно-растительной. Из круп лучше употреблять рис, разрешается черный хлеб, картофель.
При орхитах возможно назначение преднизолона в течение 5–7 дней, начиная с 40–60 мг и уменьшая дозу каждый день на 5 мг, или другие кортикостероиды в эквивалентных дозах. На течение паротитного менингита благоприятное влияние оказывает спинномозговая пункция с извлечением небольшого количества ликвора. Некоторое значение имеет умеренная дегидратационная терапия. При остром панкреатите назначают жидкую щадящую диету, атропин, папаверин, холод на живот, при рвоте — аминазин, а также препараты, ингибирующие ферменты, в частности контрикал (трасилол), который вводят внутривенно (медленно) в растворе глюкозы, в первый день 50000 ЕД, затем 3 дня по 25000 ЕД/сут и еще 5 дней по 15000 ЕД/сут. Местно – согревающие компрессы.

## Профилактика
Вакцина против паротита – безопасное средство предотвращения болезни. В большинстве случаев вакцинация уменьшает осложнения на популяционном уровне. При показателях вакцинации населения в 90% эффективность достигает 85%. В целях долгосрочной профилактики требуется введение двух доз. Введение первой дозы рекомендуется в возрасте от 12 до 18 месяцев. Введение второй дозы обычно производится в период между двумя и шестью годами. Вакцинация после заражения может оказаться полезной для тех, кто ещё не обладает иммунитетом.
В соответствии с российским национальным календарём прививок, вакцинация против эпидемического паротита проводится с помощью комбинированной живой вакцины от кори, краснухи и паротита в возрасте 12 месяцев, а ревакцинация – в шесть лет.

### Безопасность
Вакцина против паротита очень безопасна, а побочные эффекты обычно слабо выражены. Введение вакцины может вызывать умеренную боль, отек в месте инъекции и небольшое повышение температуры. Более значительные побочные эффекты проявляются редко. Недостаточно доказательств связи между вакцинацией и неврологическими осложнениями. Не следует вводить вакцину беременным женщинам или лицам с глубокой иммуносупрессией. Несмотря на то, что вакцина разработана на базе куриных клеток, она одобрена для введения лицам с аллергией на яйца.

### Использование
Большая часть развитых стран и многие развивающиеся страны включают данную вакцину в свои программы иммунизации, часто в сочетании с вакциной против кори и краснухи в виде комбинированной вакцины MMR. Комбинированная вакцина, включающая три вышеуказанные вакцины и вакцину против ветряной оспы, доступна под названием MMRV. По состоянию на 2005 год, 110 стран обеспечивали проведение вакцинации; было введено почти 500 миллионов доз MMR. В тех регионах, где широко распространено проведение вакцинации, показатели заболеваемости снижены более чем на 90%.

### История, общество и культура
Первая вакцина против паротита была лицензирована в 1948 году, однако она обладала низкой эпидемиологической эффективностью, поскольку индуцировала краткосрочный иммунитет. Улучшенные вакцины стали коммерчески доступными в 1960-е годы. Первая вакцина являлась инактивированной, а последующие содержали ослабленный живой вирус. Вакцина входит в Перечень Всемирной организации здравоохранения основных лекарственных средств. Это жизненно важное лекарственное средство, необходимое для организации базовой системы здравоохранения. По состоянию на 2007 год применяется несколько разных видов вакцины.